# 中澤啓介
中澤 啓介（なかざわ けいすけ、1942年 - ）は日本の牧師、神学校教師。

## 経歴
慶應義塾大学大学院哲学研究科博士課程でギリシャ教父の研究を行い、終了した。また、聖契神学校に学び、卒業後、米国にベテル神学校で旧約研究を行い卒業した。その後、ユダヤ教のラビのもとでタルムード、イスラエル史を研究した。
1966年に日本バプテスト教会連合大野キリスト教会に就任し、34年間主任牧師を務める。
1994年から、JWTC(エホバの証人をキリストへ)をお茶の水クリスチャン・センターで開講した。
2000年4月、長男の中澤信幸師が主任牧師に就任したので、その後は大野キリスト教会の宣教牧師として働いている。
2004年から2011年までSJCF(シンガポール・ジャパニーズ・クリスチャン・フェロシップ）の協力牧師をしていた時期もある。

## 著書
- 『主よお語り下さい : 旧約聖書のメッセージ』（日本プロテスタント聖書信仰同盟、いのちのことば社発売、JPC双書4）1982
- 『牧会書簡』（いのちのことば社）
- 『エレミヤ書』（いのちのことば社）
- 『拝啓・織田正太郎殿』（新世界訳研究会） 1997
- 『十字架か、杭か』（新世界訳研究会） 1998
- 『輸血拒否の謎』（いのちのことば社） 1999
- 『パンドラの塔：ものみの塔に幽閉された人々のために』（新世界訳研究会） 2000
- 『マタイの福音書註解』上・中・下（恵友書房、いのちのことば社発売、21世紀・聖書註解シリーズ） 2001
- 『ものみの塔のアキレス腱：エルサレム陥落をめぐって』（新世界訳研究会） 1999、のちからし種出版社 2007
- 『ものみの塔の源流を訪ねて：創設者ラッセルの虚像と実像』（新世界訳研究会） 2000、のちからし種出版社 2009